# غيرونيمو سالغيرو
غيرونيمو سالغيرو هو محامي وسياسي أرجنتيني، ولد في 1774 في قرطبة في الأرجنتين، وتوفي في 25 فبراير 1847 في سوكري في بوليفيا.